# Monoblastus discedens
Monoblastus discedens är en stekelart som först beskrevs av Otto Schmiedeknecht 1912.  Monoblastus discedens ingår i släktet Monoblastus och familjen brokparasitsteklar. Arten är reproducerande i Sverige. Inga underarter finns listade i Catalogue of Life.